# Плоди шипшини
Плоди шипшини (лат. Frūctūs Rosae) — лікарська рослинна сировина; зібрані в період дозрівання плоди різних видів шипшини: коричної, колючої, даурської, Федченко та деяких інших. У висушеному вигляді продаються в аптеках і використовуються для виготовлення настою. Зі соку сирих плодів виготовляють сироп, а з самих плодів — екстракт.
Плоди шипшини містять багато вітамінів, особливо вітаміну C (не менше 0,2 %) і вітамінів P і K, флавоноїди, каротиноїди, дубильні речовини, пектини. Вони чинять загальнозміцнювальну дію, стимулюють неспецифічну опірність організму шкідливим впливам, прискорюють відновлення тканин, зменшують проникність судин, позитивно впливають на вуглеводний та мінеральний обмін речовин, мають протизапальні властивості. Підсилюють гуморальний та клітинний імунітет. Мають жовчогінну дію, обумовлену наявністю органічних кислот і флавоноїдів.

## Хімічний склад
Крім вітаміну C, в плодах шипшини містяться інші вітаміни та біологічно активні речовини:
- вітамін P[2][3][4][5][6] (до 9 %[7]),
- PP[8],
- B1[8][9],
- B2[4][6] (1813) (0,00003 %[2]),
- K[2][9],
- Е[3][5][10][11].

Шипшина належить до рослин, найбагатших вітамінами P і E. Шипшина — чемпіон серед плодових і ягідних рослин за вмістом вітаміну P.
Крім того, плоди містять:
- цукри[4] (2594) (0,9—8,1[12] (24) %): глюкоза, фруктоза, ксилоза, сахароза;
- органічні кислоти: лимонна (до 2 %[9]) і яблучна (1,8 %[9]) (до 1,8[2] (2[8]) %), олеїнова (15 %), лінолева (62 %), ліноленова (18,5 %), пальмітинова (2,5 %), стеаринова (2 %), арахінова[8] (2594);
- пектини (від 1,8—3,7[9][12] (14,1[2]) %);
- каротиноїди : каротин у вигляді α- і β-каротинів[2][4][6][13][14] (0,0007—0,0096 %[7]), лікопени (2217) A, B, C, рубіксантин[en] (1344), віолоксантин, антераксантин, зеаксантин[ru] (2629), фітофлуїн, криптоксантин, тараксантин[2][15];
- флавоноїди[16][17] (0,13(1813)—14,9 %): кемпферол (2134), кверцетин[2][18][19] (2406), гіперозид, астрагалін, кверцимеритрин[20], ізокверцитрин, тілірозид[2][15][19][21], гесперидин, рутин (1810). Кемпферол та ізофлавоноїди мають сечогінну дію, а кверцетин — кровоспинну. Рутин, поряд з вітаміном P, має капілярозміцнювальну властивість, а кверцетин — кровоспинний[8];
- дубильні речовини[22][23] (3,5(1813)-5[2] (21,8 (1813)) %). Дубильні речовини мають в'яжучу, протизапальну та бактерицидну дію;
- ефірна олія;
- стероїди та їх похідні (2594);
- антоціани[2][15][24], лейкоантоціанідини[25] (2483);
- вищі аліфатичні вуглеводні: нонакозан, гентріаконтан, гептакозан;
- вищі аліфатичні спирти (2594);
- макроелементи: калій (до 0,058 %), кальцій (до 0,066 %), магній (до 0,02 %), залізо (до 0,028 %);
- мікроелементи: марганець[2] (0,008—0,1 %), фосфор (до 0,02 %), натрій (0,005—0,01 %), молібден (0,003—0,005 %), мідь (0,003 %), цинк (до 0,1 %)[7][26], кобальт, алюміній, селен, нікель, стронцій, свинець[2]. Нагромаджує мідь, кобальт, селен[2].

У горішках міститься 4(2529)—10 (2271, 2519)(16) % жирної олії, що складається переважно з гліцеридів ненасичених кислот (лінолева і ліноленова кислоти), багата вітаміном E (0,0013-0,0049 %) і каротином (2587). У горішках собачої шипшини міститься до 50 % олеїнової кислоти (2587).

## Сироп із плодів шипшини

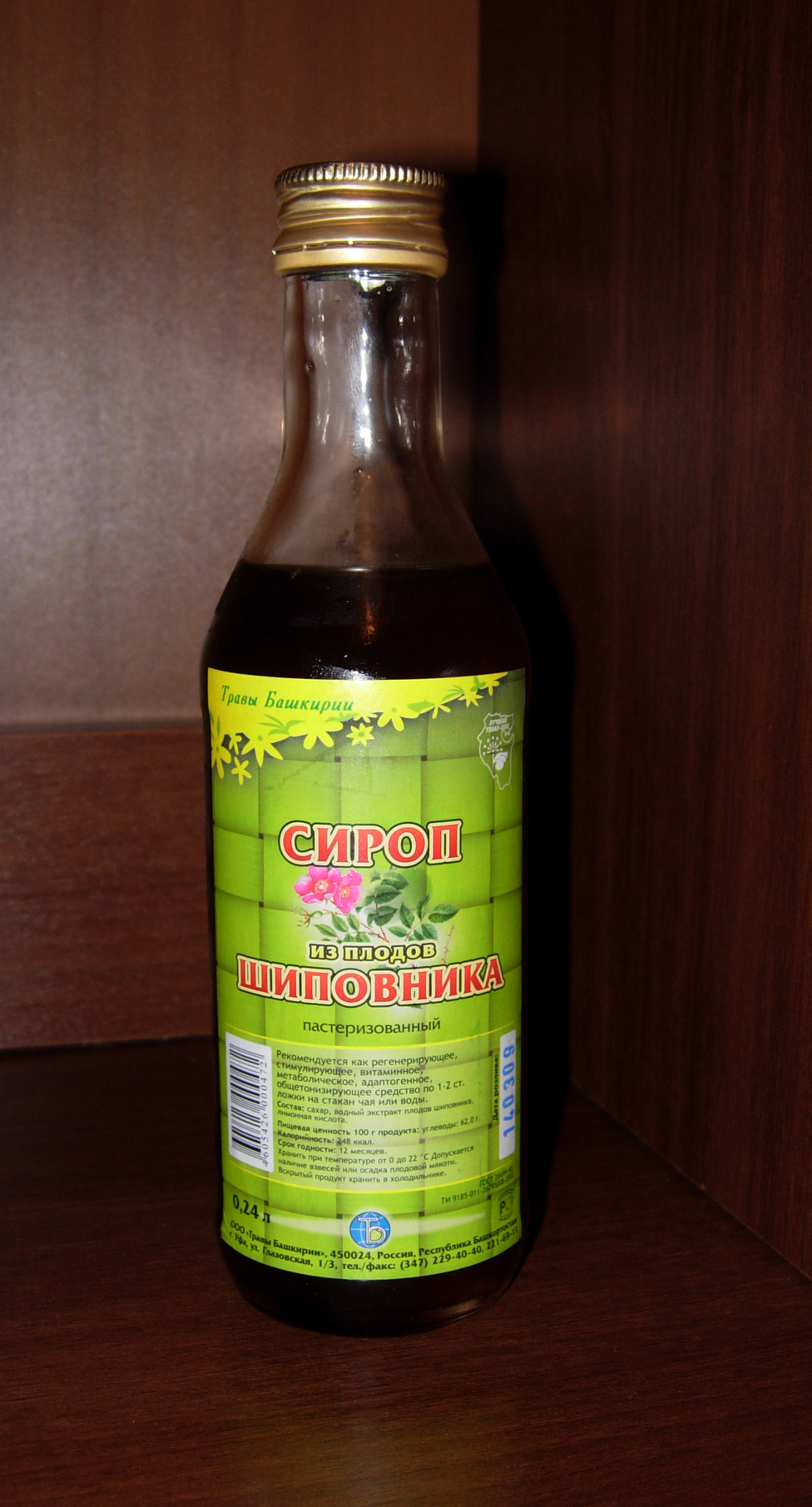
Сироп із плодів шипшини

Сироп із плодів шипшини (Sirupus ex fructibus Rosae) отримують зі соку плодів шипшини (іноді з додаванням екстракту ягід горобини звичайної, горобини чорноплідної, глоду, журавлини), цукру, аскорбінової кислоти, лимонної кислоти.
Сироп є темно-коричневою рідиною з солодким смаком шипшини і ягідних екстрактів. Застосовують для профілактики гіповітамінозів, при нестачі апетиту, за застійних явищ у жовчному міхурі (особливо у дітей та осіб похилого віку).
Призначають внутрішньо: дорослим — по 1—2 столові ложки 2—3 рази на день; дітям від 2 до 3 років — по 1/2 чайної ложки, від 3 до 6 років — по 1 чайній ложці, від 6 до 12 років — по 1 десертній ложці 2—3 рази на день.
З обережністю слід призначати при цукровому діабеті через підвищений вміст цукру в сиропі.

## Настій плодів шипшини
Для приготування настою 10 г (одну столову ложку) сухих плодів заливають однією склянкою (200 мл) гарячої кип'яченої води та нагрівають на водяній бані (у киплячій воді) 15 хв, настоюють не менше 45 хв, проціджують та відтискають плоди.
Вживають по 50—100 мл двічі на день після їди при гіповітамінозах C і P, для їх профілактики, а також при астенії та для посилення імунітету. Як жовчогінний засіб можуть застосовуватись і плоди низьковітамінних сортів.

## Екстракт із плодів шипшини
Екстракт із плодів шипшини (Rosae pingue fructuum extract) випускають під назвами «Холосас», «Холос», «Холемакс». Застосовують як жовчогінний засіб при холециститах (крім калькулозних) та гепатохолециститах.

## Протипоказання
Препарати шипшини протипоказані у випадках індивідуальної непереносимості (алергія), при бронхіальній астмі, гастритах, виразковій хворобі шлунка та дванадцятипалої кишки в період загострення.